# Кроче Гранде (Кремона)
Кроче Гранде је насеље у Италији у округу Кремона, региону Ломбардија.
Према процени из 2011. у насељу је живело 23 становника. Насеље се налази на надморској висини од 49 м.